# Lijst van trainers van De Graafschap (vrouwen)
Dit is een lijst van voetbaltrainers die minimaal één officiële wedstrijd hebben getraind van het eerste elftal van de Nederlandse profvoetbalclub De Graafschap.
| Seizoen | Trainer(s)          | Prijzen | Bijzonderheden           |
| ------- | ------------------- | ------- | ------------------------ |
| 2025/26 | Timo Kleinhesselink |         | 0                        |
| 2024/25 | Timo Kleinhesselink |         | Eerste hoofdtrainer ooit |